# Jacoona fabronia
Jacoona fabronia är en fjärilsart som beskrevs av William Chapman Hewitson 1878. Jacoona fabronia ingår i släktet Jacoona och familjen juvelvingar. Inga underarter finns listade i Catalogue of Life.